# Donald Herbert Davidson
Donald Herbert Davidson (Springfield, 6 de març de 1917 − Berkeley, 30 d'agost de 2003) va ser un filòsof estatunidenc, que va exercir com a professor de filosofia de la Universitat de Califòrnia, Berkeley (1981-2003) després d'haver ensenyat a la Universitat Stanford, la Universitat Rockefeller, la Universitat de Princeton i la Universitat de Chicago. Davidson era conegut per la seva personalitat carismàtica i la profunditat i la dificultat del seu pensament. La seva obra va exercir una influència considerable en moltes àrees de la filosofia de la dècada dels 60, sobretot en la filosofia de la ment, la filosofia del llenguatge i la teoria de l'acció.
Davidson va atacar la idea dels esdeveniments mentals que es regeixen per estrictes lleis psicològiques (per exemple va negar la concepció tradicional de l'acràsia), i va rebutjar la concepció del coneixement lingüístic que té a veure amb les convencions o les normes, concloent que "no hi ha tal cosa com un llenguatge, si una llengua és una cosa com el que molts filòsofs i lingüistes han suposat. Per tant, no hi ha tal cosa que cal aprendre, dominar en néixer." La seva obra filosòfica en el seu conjunt es diu que està preocupat per la manera com els éssers humans es comuniquen i interaccionen amb els altres.
El 1995 fou guardonat amb el Premi Jean Nicod.